# Finlayson (Minnesota)
Finlayson es una ciudad ubicada en el condado de Pine en el estado estadounidense de Minnesota. En el Censo de 2010 tenía una población de 315 habitantes y una densidad poblacional de 41,62 personas por km².

## Geografía
Finlayson se encuentra ubicada en las coordenadas 46°12′35″N 92°55′35″O / 46.20972, -92.92639. Según la Oficina del Censo de los Estados Unidos, Finlayson tiene una superficie total de 7.57 km², de la cual 7.22 km² corresponden a tierra firme y (4.59%) 0.35 km² es agua.

## Demografía
Según el censo de 2010, había 315 personas residiendo en Finlayson. La densidad de población era de 41,62 hab./km². De los 315 habitantes, Finlayson estaba compuesto por el 97.46% blancos, el 0.95% eran afroamericanos, el 0.63% eran amerindios, el 0% eran asiáticos, el 0% eran isleños del Pacífico, el 0% eran de otras razas y el 0.95% pertenecían a dos o más razas. Del total de la población el 1.27% eran hispanos o latinos de cualquier raza.